# مارسيل فيرنر
مارسيل فيرنر (بالألمانية: Marcel Werner) (و. 1952 – 1986 م) هو ممثل، من ألمانيا، ولد في هانوفر، توفي في هانوفر، عن عمر يناهز 34 عاماً.

## وصلات خارجية
- مارسيل فيرنر على موقع IMDb (الإنجليزية)
- مارسيل فيرنر على موقع ألو سيني (الفرنسية)
- مارسيل فيرنر على موقع ديسكوغز (الإنجليزية)
- مارسيل فيرنر على موقع كينوبويسك (الروسية)